# Аириман
Аириман (англ. Airiman) — коренной народ Северной территории Австралии.
Согласно Норману Тиндейлу, аириман занимают территорию в 2100 кв. км. Уолтер Спенсер встретил это племя в верховьях реки Фицморис.
Племя позже было описано американским антропологом Дэниэлем Дэвидсоном, однако Тиндейл сообщает, что Дэниэл ошибается и путает аириман и нгаринман.